# Jeep

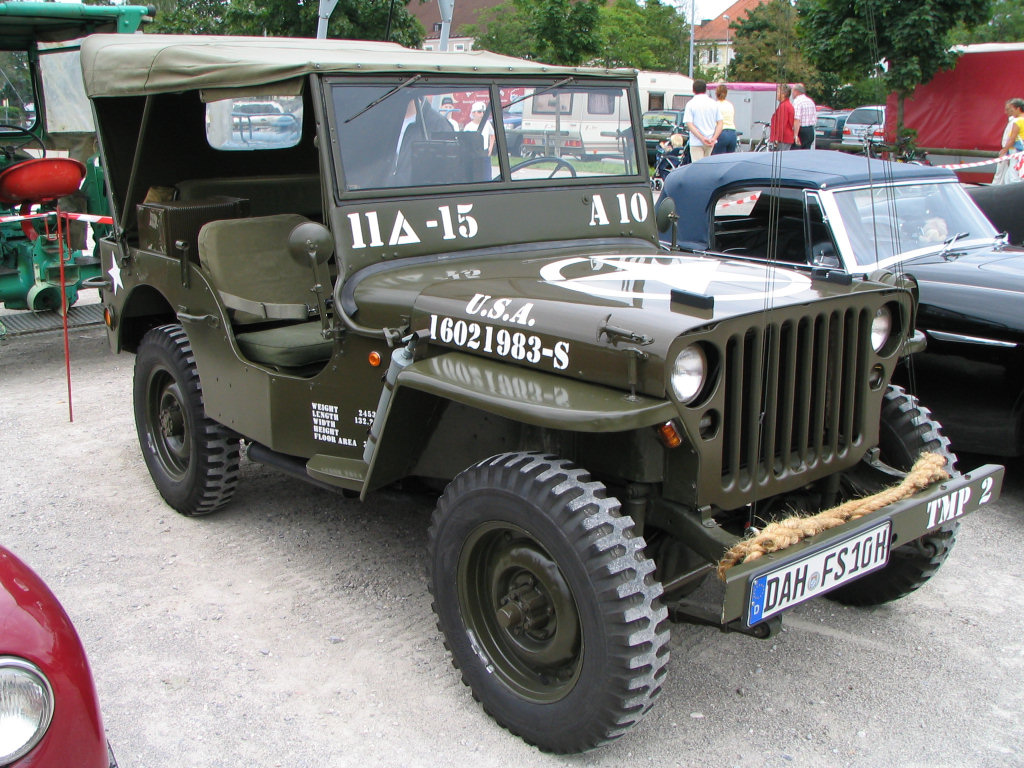
Jeep Willys 1945

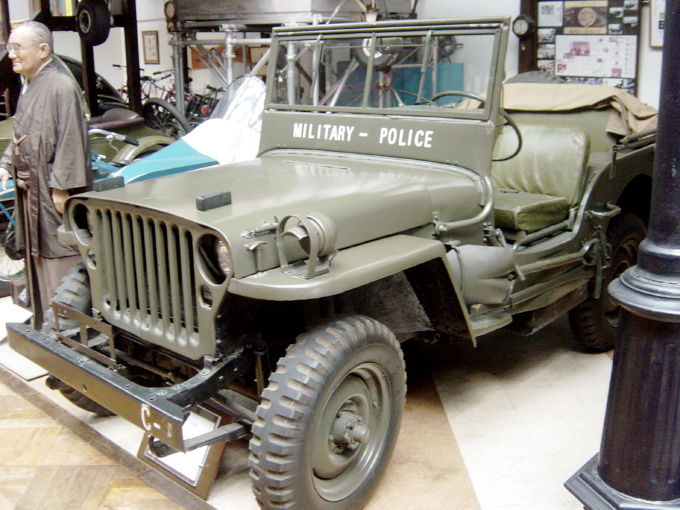
Ford GPW

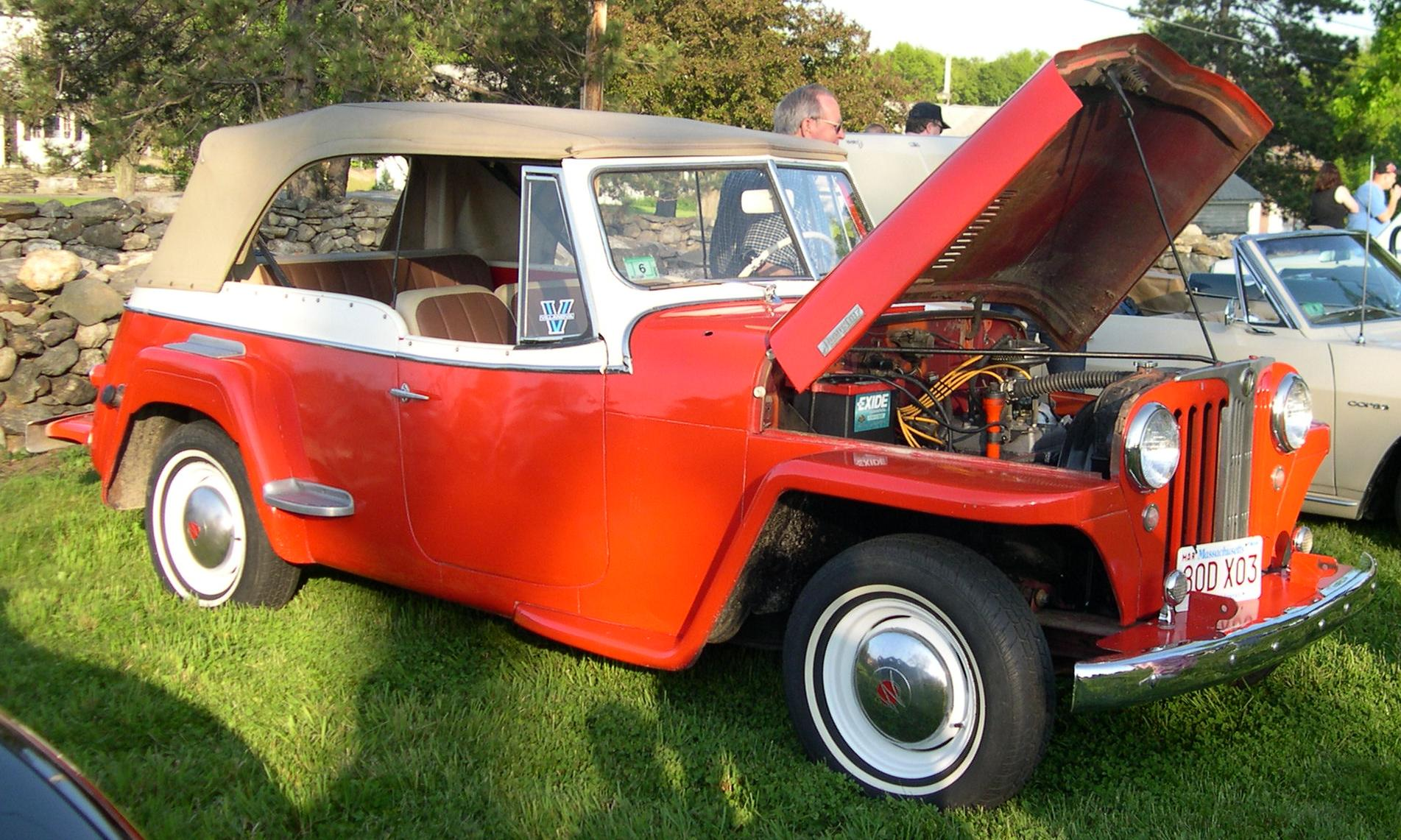
Jeep Jeepster 1948

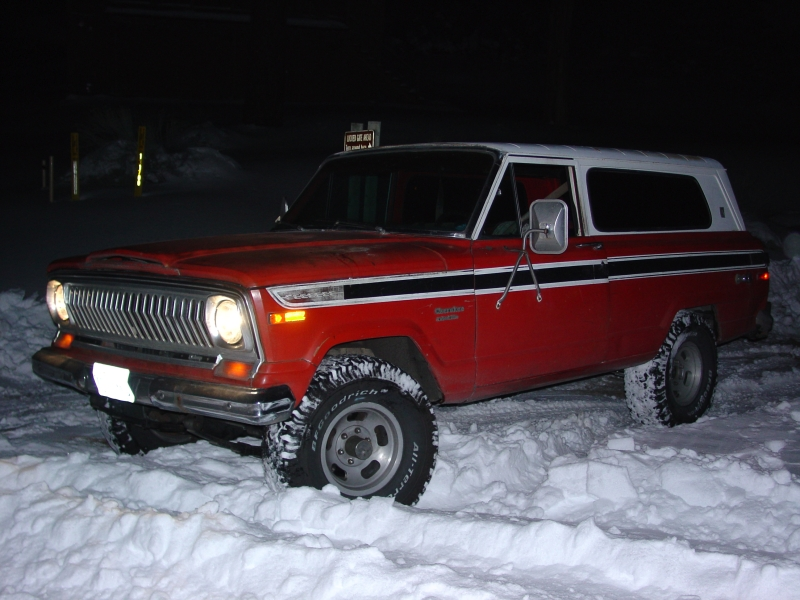
Jeep Cherokee SJ

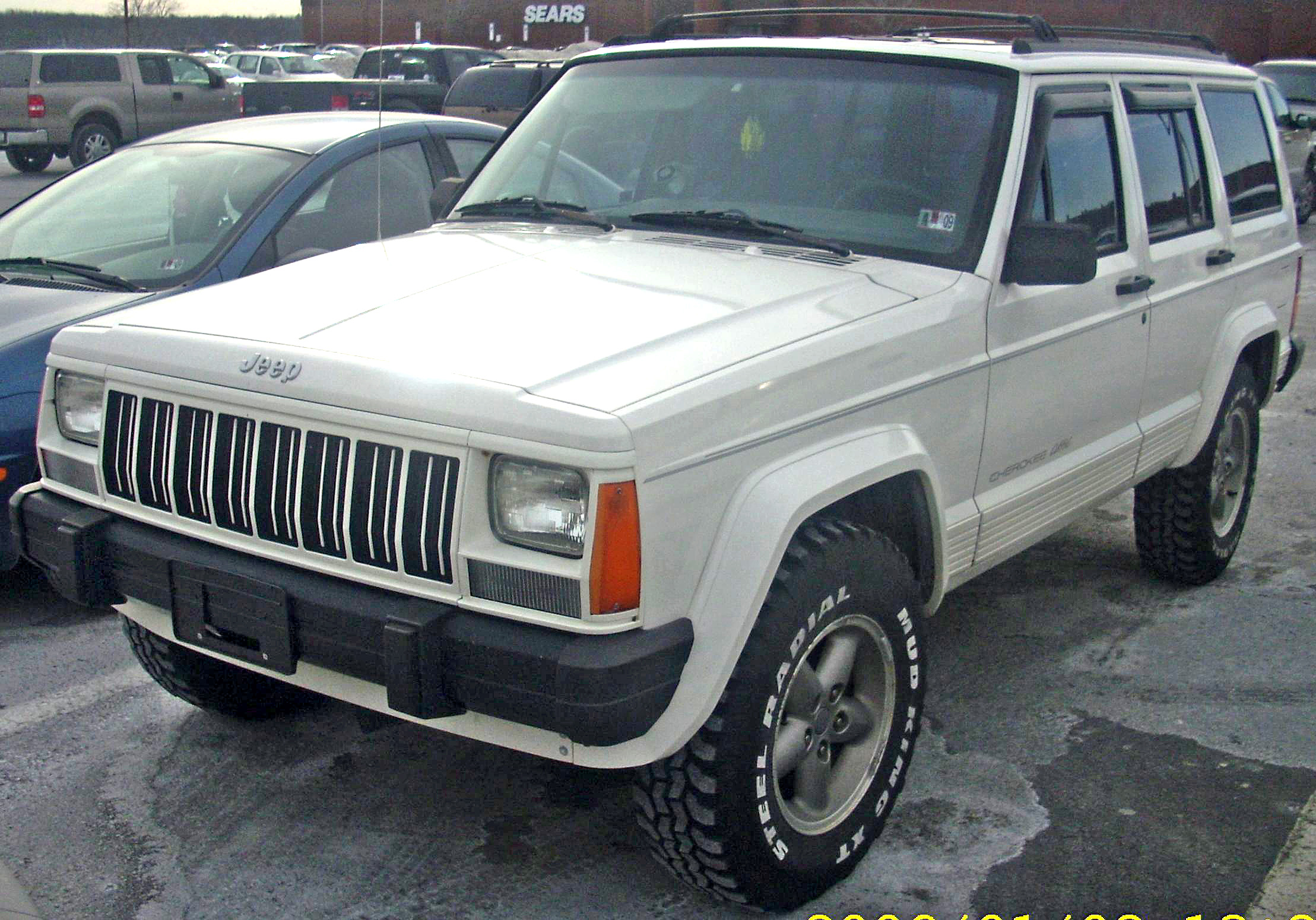
Jeep Cherokee XJ

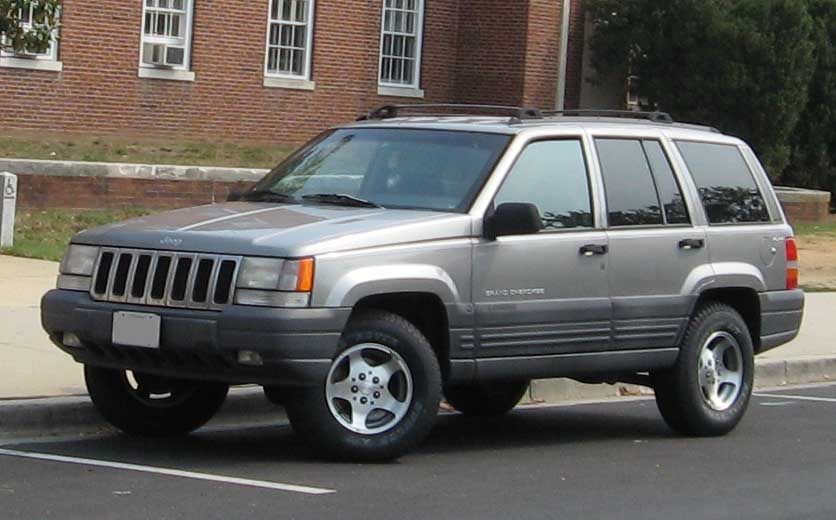
Jeep Grand Cherokee І (1992–1998)

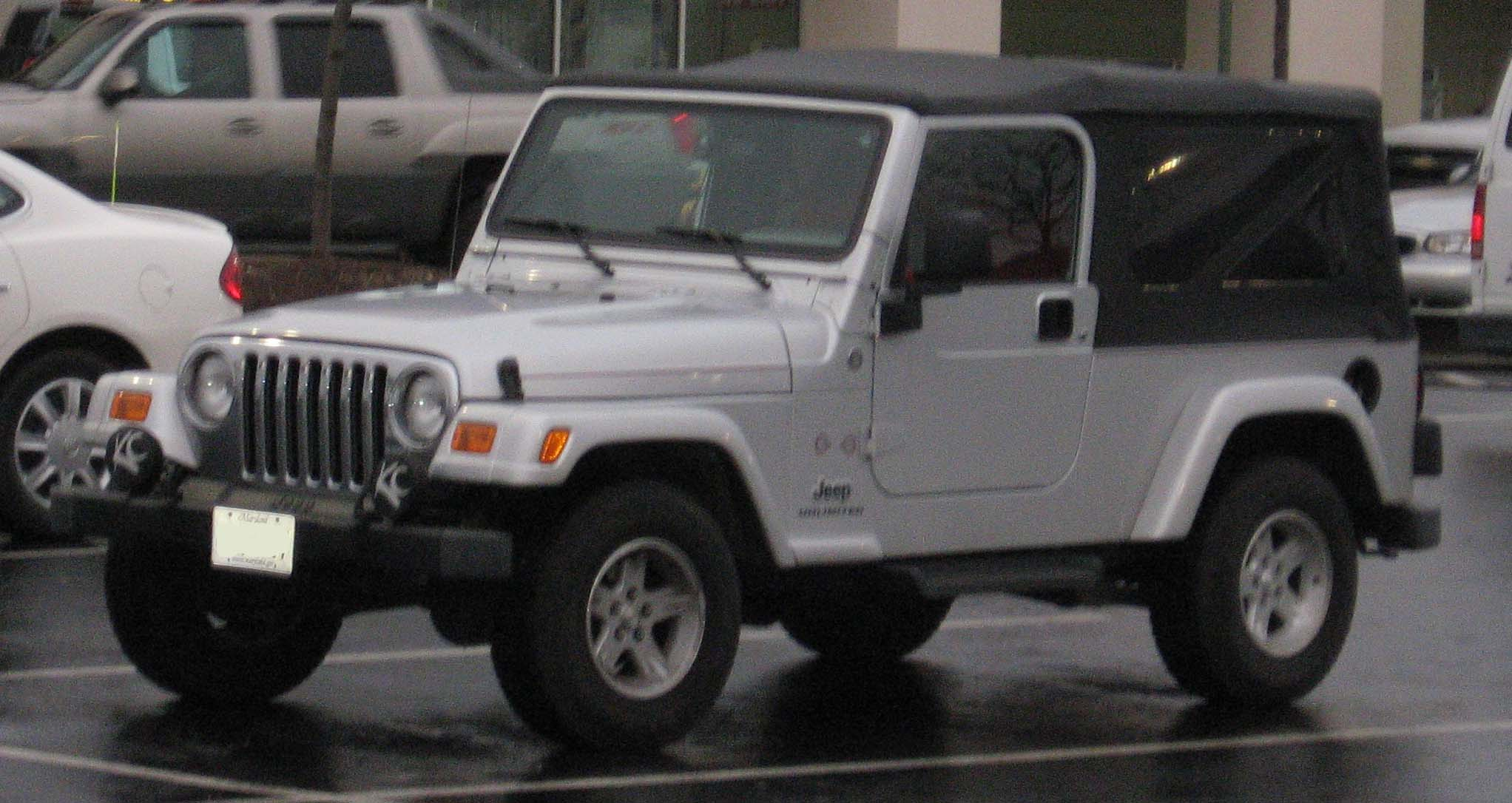
Jeep Wrangler

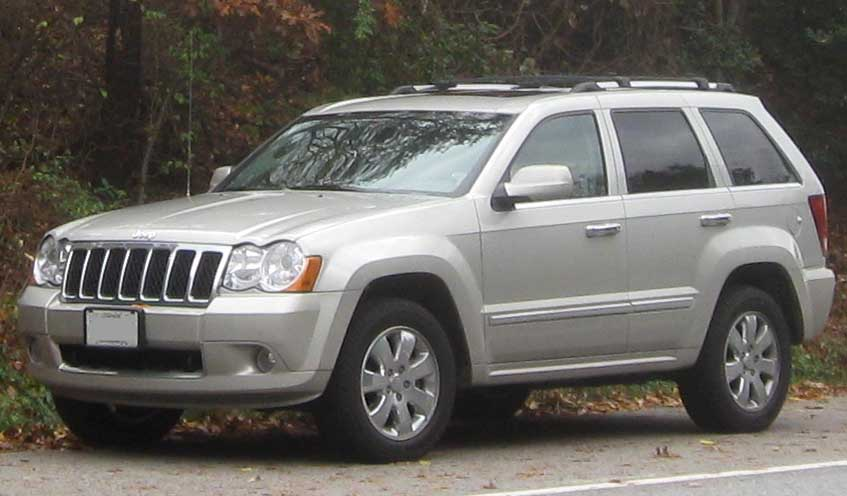
Jeep Grand Cherokee III (2008–2010)

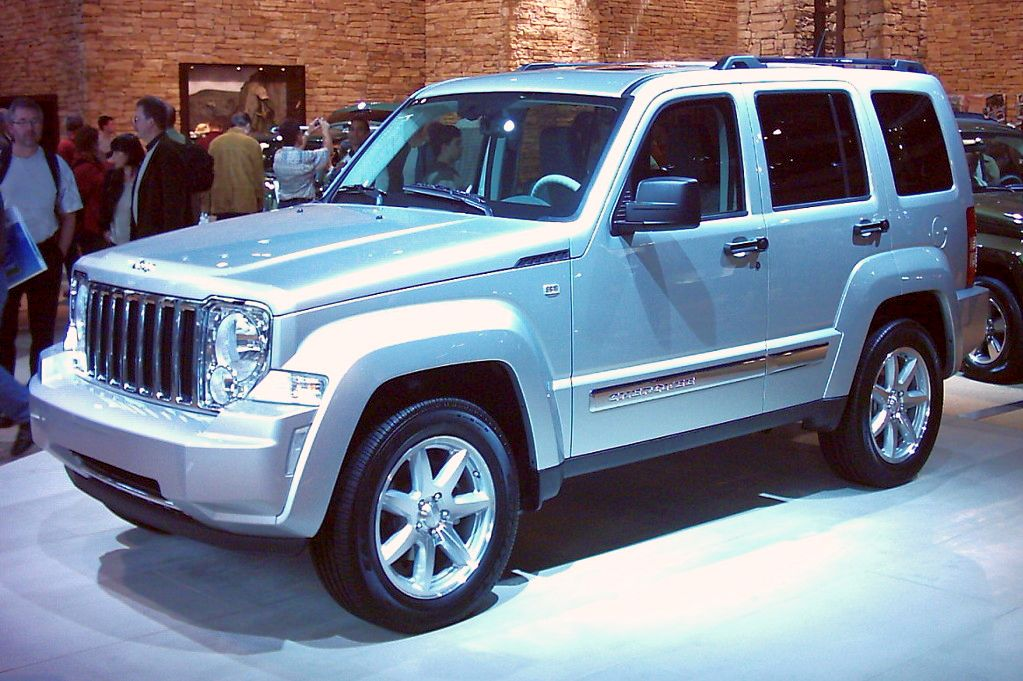
Jeep Cherokee (2008–2013)

Jeep (українською вимовляється Джіп, проте загальновживаною в українському мовленні є вимова Джип) — марка автомобілів, які виробляє корпорація Chrysler, що спеціалізується на виробництві позашляховиків та SUV.
Джип — це ім'я стало загальним на позначення автомобілів підвищеної прохідності. При цьому далеко не кожен знає, що Jeep — це ще й назва торгової марки фірми, що понад 60 років виробляє позашляховики.

## Історія компанії
На початку 1938 року керівництво збройних сил США усвідомило необхідність створення мобільного транспортного засобу, що послужив би заміною традиційному мотоциклу з коляскою. До 22 грудня 1939 керівництво компанії Willys Overland підготувало перше креслення оригінального концепту, який незабаром стане відомим світу під назвою «Джип». Машина повинна була стати легкою, маневреною та потужною.
Після закінчення війни Willys Overland вирішила пристосувати своє дітище до виконання деяких цивільних функцій. Була підготовлена партія машин. Назвали їх просто — CJ (абревіатура від Civilian Jeep — «цивільний джип»). Ці прототипи слугували базою для створення серійної моделі, яка надійшла в продаж вже в серпні 1945 року.
Щоправда, зовні вся «цивільність» полягала в наявності відкидного заднього борту, двірників та кришки бензобака на задньому крилі.
На капоті, задніх дверях і рамі скла повинен був розміщуватися логотип Jeep. Однак у перші роки виробництва, коли компанія ще вела судові суперечки з «Амерікан Банта Кар» про право використання назви Jeep машини доводилося виготовляти з логотипом Willys. Але вже в 1950 році компанія домоглася закріплення за собою цього імені, і 13 червня 1950 Jeep був зареєстрований як торгова марка.
У 1946 році Willys став першим в автоіндустрії, хто запропонував свого роду мікроавтобус для цивільного використання. Машина мала привід на задні колеса і могла вміщати в себе до семи чоловік. Швидкісні показники, щоправда, не вражали — 100 км / год, але не це головне. Головне — прохідність! А от представлений в 1949 році повнопривідний варіант, по суті, був «дідусем» сучасного Jeep Grand Cherokee. А це вже династія.
Подальший розвиток теми відбувся в моделі Station Wagon, багатомісний Jeep випускався з 1951 по 1963 роки. Його основа і вже зовнішні риси послужили прообразом першого Wagoneer, а той, своєю чергою, поклав початок нашому герою.
У 1953 році компанія отримала нову назву — Willys Motors. На щастя, відділення Jeep залишилося в складі нової компанії. До Willys відійшло лише виробництво легкових автомобілів.
1960-ті роки були, мабуть, найважливішими в історії Jeep: саме в цей час формувався ринок позашляховиків (SUV). Ще в середині 1950-х компанія почала активні дослідження і розробку нових проєктів авто з колісною формулою 4х4. Перші результати програма дала восени 1962 року, коли з'явився цілком новий Jeep Wagoneer (універсал), докорінно відмінний від тих, які вироблялися раніше. Модель належала до серії J і була оснащена як повним, так і частковим приводом.
У 1954 році з'явилася на світ п'ята за рахунком версія «цивільного джипа» — CJ5. Цей повнопривідний автомобіль виявився настільки вдалим, що протримався на конвеєрі, змінюючи, правда, двигуни, підвіску і трансмісію, до 1983 року.
До речі, за серією «цивільних джипів» — CJ — ще в 1949 році закріпилася назва Universal («універсальні») 2/4-дверний Wagoneer з 2,79-метрової колісною базою був першим вантажопасажирським автомобілем з автоматичною КПП, дизайн і комфорт легкового авто в якому доповнювали позашляхові характеристики. Поєднання повного приводу з «автоматом» було використано в індустрії вперше. До того ж двигун Wagoneer — «Tornado» — був єдиний в Америці силовий агрегат з верхнім розподільним валом.
Через шість місяців після запуску нової J-серії компанії Willys Overland прийшов кінець. Але не в прямому сенсі слова. Просто в березні 1963 Willys Motor була перейменована в Kaiser Jeep Corporation. Зміни, на щастя, не зменшили темпів розширення модельного ряду. Своєю чергою, Wagoneer того ж року отримав додаткові «конячки» у вигляді 250-сильного V6 «Vigiliante».
У грудні 1965 року дилери Jeep виставили у себе в салонах автомобіль, який протягом 11 місяців привертав увагу публіки на дев'яти американських салонах — Super Wagoneer. Він являв собою новий унікальний підхід до ринку універсалів — машин, створених для покупця, який все більше розуміє переваги повного приводу. Елегантний зовні, автомобіль пропонував традиційні для J-сімейства характеристики всюдихідності. За два роки на цю серію Jeep стали встановлювати автоматичну трансмісію «Гідроматік».
Наприкінці 1960-х інженери компанії створили черговий двигун серії «Донтлес», тепер вже з 8 циліндрами. Його вирішили поставити і на серію J, до якої належали Wagoneer і Super Wagoneer.
Вступ у нове десятиріччя ознаменувався для Jeep черговою зміною власника. 5 лютого 1970 American Motor Corporation (АМС) придбала Kaiser Jeep Corporation за $ 70 мільйонів. І знову зміна власників тільки поліпшила і до того непогане становище на ринку. Для Jeep Wagoneer АМС запропонувала найбільший в історії повнопривідних універсалів двигун — V6 з одним розподільним валом. Опціонними були, також вперше у світовій практиці, V8 власного виробництва.
У 1973 році Wagoneer зазнав деяких технічних доопрацювань. Його нова трансмісія «Quadro Track» була першою повністю автоматичною постійною системою для повнопривідної машини (з диференціалом).
Наступного року відбулося народження нового імені — Cherokee. Новачок приєднався до J-серії в якості 2-дверної моделі. До 200-річчя Америки в 1976 році Jeep випустив сьоме покоління «цивільного джипа» — CJ7. До 1977 року компанія підготувала і 4-дверну версію, обладнавши її стандартним V6. І хоча Jeep Cherokee при народженні зовні схожий на розкішніший Wagoneer, надалі саме він виявився найпопулярнішим автомобілем в історії Jeep Motors.
У зв'язку з енергетичною кризою, що почалася в 1979 році, випуск великих пікапів Gladiator і універсалів Wagoneer різко скоротився. Зате цивільні джипи серії CJ здобули свою популярність.
У 1984 році компанія випустила на ринок нові варіанти 2/4-дверного Cherokee, а також 4-дверного Wagoneer, який був на 53,3 см коротшим, вужчим на 15 см, на 10 см нижчий і на 453 кг легшим від свого попередника, вперше представленого в 1963 році. Cherokee був єдиним автомобілем у компактному класі, що мали четверо дверей і дві системи повного приводу — CommandTrac і SelectTrac. У конкурентів на те, щоб «дістати» Jeep в цьому сегменті, пішло шість років. Успіх Jeep і, зокрема, Cherokee не був швидкоплинним. Автомобіль був названий кращим позашляховиком 1984 року.
Покупцям дедалі популярнішого позашляхового сегмента тепер, крім характерних рис автомобіля 4 × 4 — прохідності, надійності, довговічності — необхідні були також комфорт і функціональність, що асоціювався передусім з легковими авто. Відповідь Jeep на запити ринку не забарилася. Уже навесні 1986 року з'явився на світ Wrangler. Механічна частина у Wrangler була швидше схожа на Cherokee, ніж CJ7. Поряд з такими характеристиками, як комфорт, приваблива зовнішність, Wrangler пропонував традиційні переваги сімейства Jeep — витривалість та неперевершену спроможність їзди по бездоріжжю.
5 серпня 1987 American Motor Corporation, яка стійко витримувала протягом десятиліть удари долі, здалася, нарешті, на милість уряду: вона оголосила про своє банкрутство. Все майно було розпродано. Jeep придбала корпорація Chrysler.
Jeep вступив в 1990-ті у всеозброєнні. 22 березня 1990 був випущений мільйонний позашляховик серії «XJ» — яскраво-червоний Cherokee Limited. За сім років виробництва Cherokee не тільки став втіленням зразкового позашляховика, але й найпопулярнішою моделлю корпорації Chrysler в Європі.
В ознаменування 50-річчя компанії Jeep і Chrysler випустив нову версію Cherokee з 190-сильним 4-літровим двигуном PowerTechSix машини, яка б стала новим ідеалом позашляховика. Ім'ям цієї машини, вирішили в компанії, буде «Grand Cherokee», а також вартість автомобіля стане для забезпечених людей, асоціації яких про високий рівень безпеки, комфорту і престижності зводилися перед тим до респектабельних транспортних засобів, що імпортуються з-за кордону. Інакше кажучи, Jeep вирішив додати в строгий і, взагалі ж, простий світ позашляховиків нотку розкоші, щоб привернути до своєї продукції не тільки фермерів Дикого Заходу, але і забезпечених людей.
Офіційна презентація машини відбулась 7 січня 1992 року на автосалоні в Детройті. 1996-го модельного року Grand Cherokee було суттєво доопрацьовано в плані двигуна, шасі, електронних систем та інтер'єру. Всередині салону найзначніші зміни відбулися з панеллю приладів. Всі перемикачі і кнопки розмістилися в безпосередній близькості від водія, ергономіка інтер'єру покращилася.
Успішно впоравшись з Grand Cherokee, команда конструкторів взялася за Jeep Wrangler — нащадка славних Willys, з яких і почалася історія компанії. Інженерам необхідно було створити друге покоління Jeep Wrangler.
На той час Wrangler без істотних змін збирався вже майже дев'ять років і займав 50% ринку компактних позашляховиків. Попри такі виняткові позиції автомобіля і той факт, що 1994 був рекордним за кількістю проданих Wrangler, компанії було про що замислитися. Суперники розуміли всю перспективність ринку і атакували його різноманітними новими моделями.
Мета перед наступником Wrangler була поставлена та ж, що й перед новим Grand Cherokee, — встановити нові стандарти у світі позашляховиків. Однак обставини та умови створення Jeep були іншими. Wrangler був прямим нащадком оригінальної моделі Jeep часів Другої Світової війни і вважався в усьому світі свого роду «американською іконою».
Машина на ринку була унікальною і являла собою квінтесенцію традицій компанії (jeepness — «джипість», як називали її американці). Наступник повинен був не тільки зберегти свою «джипість», не тільки залишитися іконою американського «позашляховикобудування», а й підняти традиції на якісно новий рівень. Але одне повинно було залишитися незмінним — ім'я Wrangler. Wrangler — це синонім «ковбоя».
Jeep — одна з найвідоміших у всьому світі марок автомобілів. У деяких мовах, як, наприклад, в українській, назва марки стала загальним визначенням при позначенні транспортних засобів підвищеної прохідності.

## Власники компанії
У різні періоди свого існування марка Jeep була підконтрольна наступним виробникам автомобілів:
- 1940–1953: Willys-Overland
- 1953–1963: Kaiser-Frazer
- 1963–1970: Kaiser-Jeep
- 1970–1982: AMC (American Motors)
- 1982–1986: AMC-Renault
- 1987–1998: Chrysler Corporation
- 1998–2007: DaimlerChrysler AG
- 2007—2009: Chrysler LLC
- 2009—2013: Chrysler Group LLC - Fiat Group Automobiles
- 2014—2021: Fiat Chrysler Automobiles (FCA)
- з 2021 — Stellantis (підрозділ Stellantis North America)

## Модельний ряд
у США
- Jeep Wagoneer

- Jeep Grand Wagoneer
- Jeep Wagoneer S
- Jeep Compass
- Jeep Wrangler (версії: Sport, Rubicon, Sahara, Willys Sport, Freedom, Moab та інші)
- Jeep Gladiator

не доступні в США 
але наявні в Європі, Туреччині, Марокко, Японії та Південній Кореї

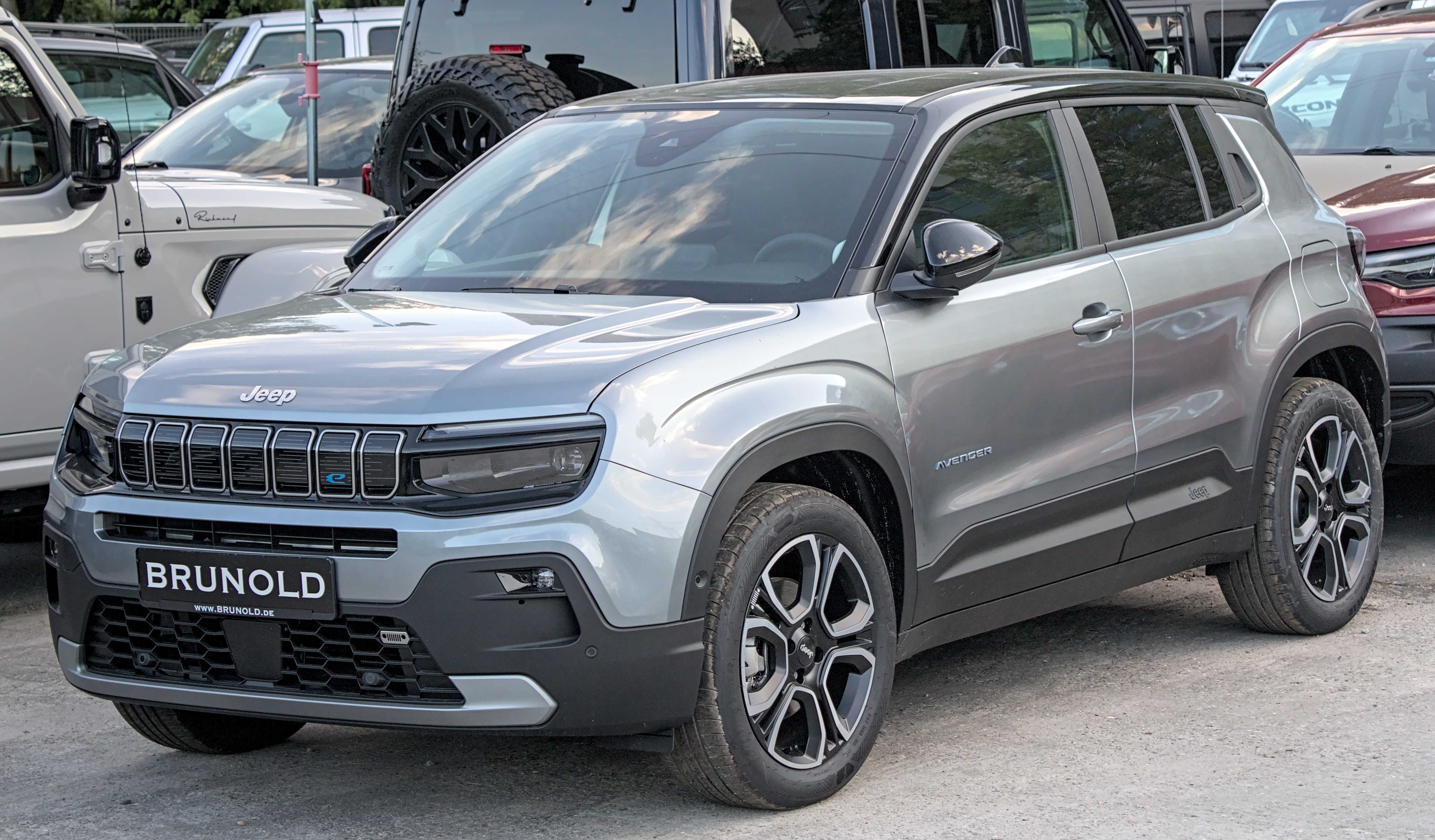
Jeep Avenger
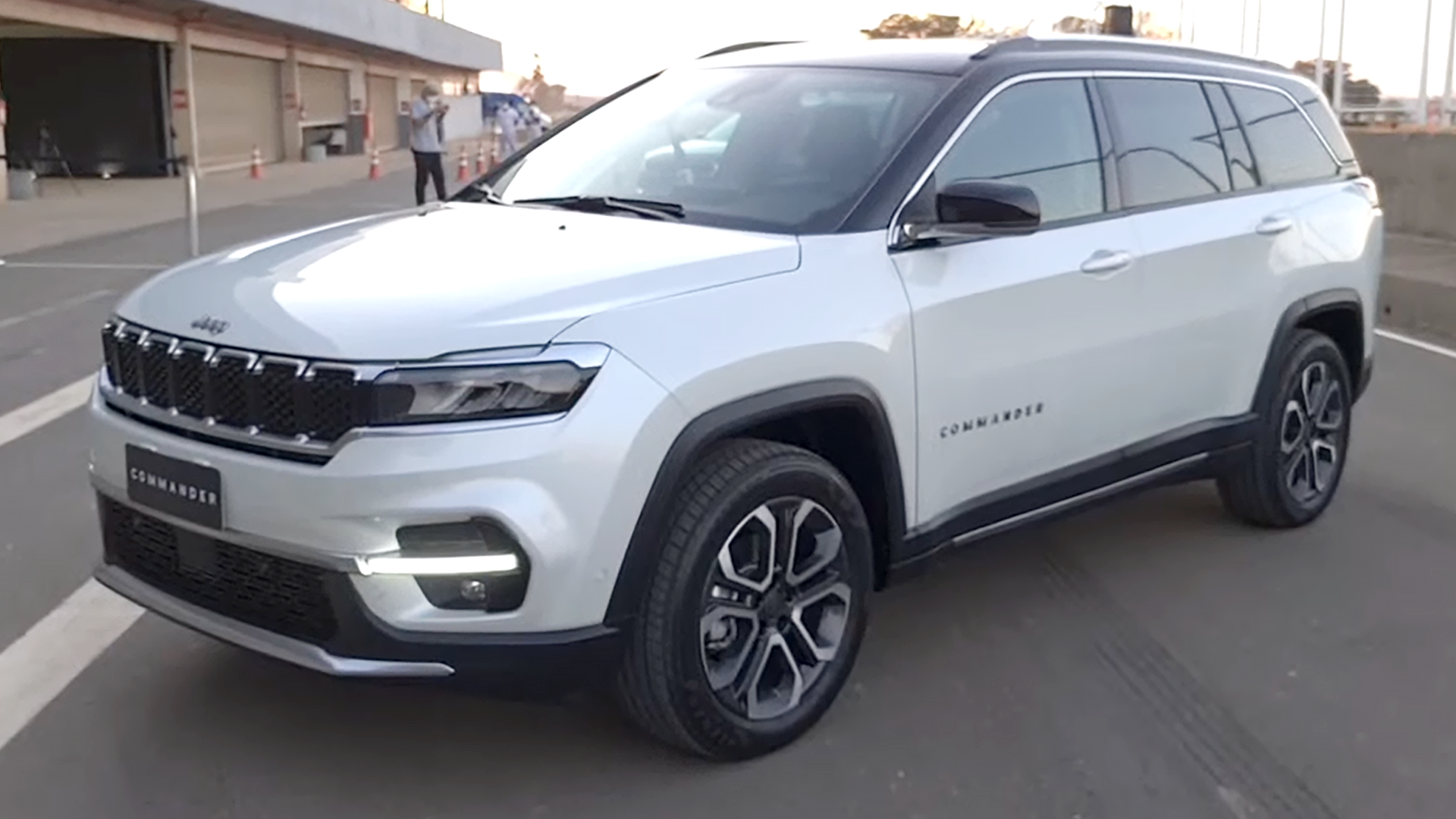
Jeep Commander/Meridian
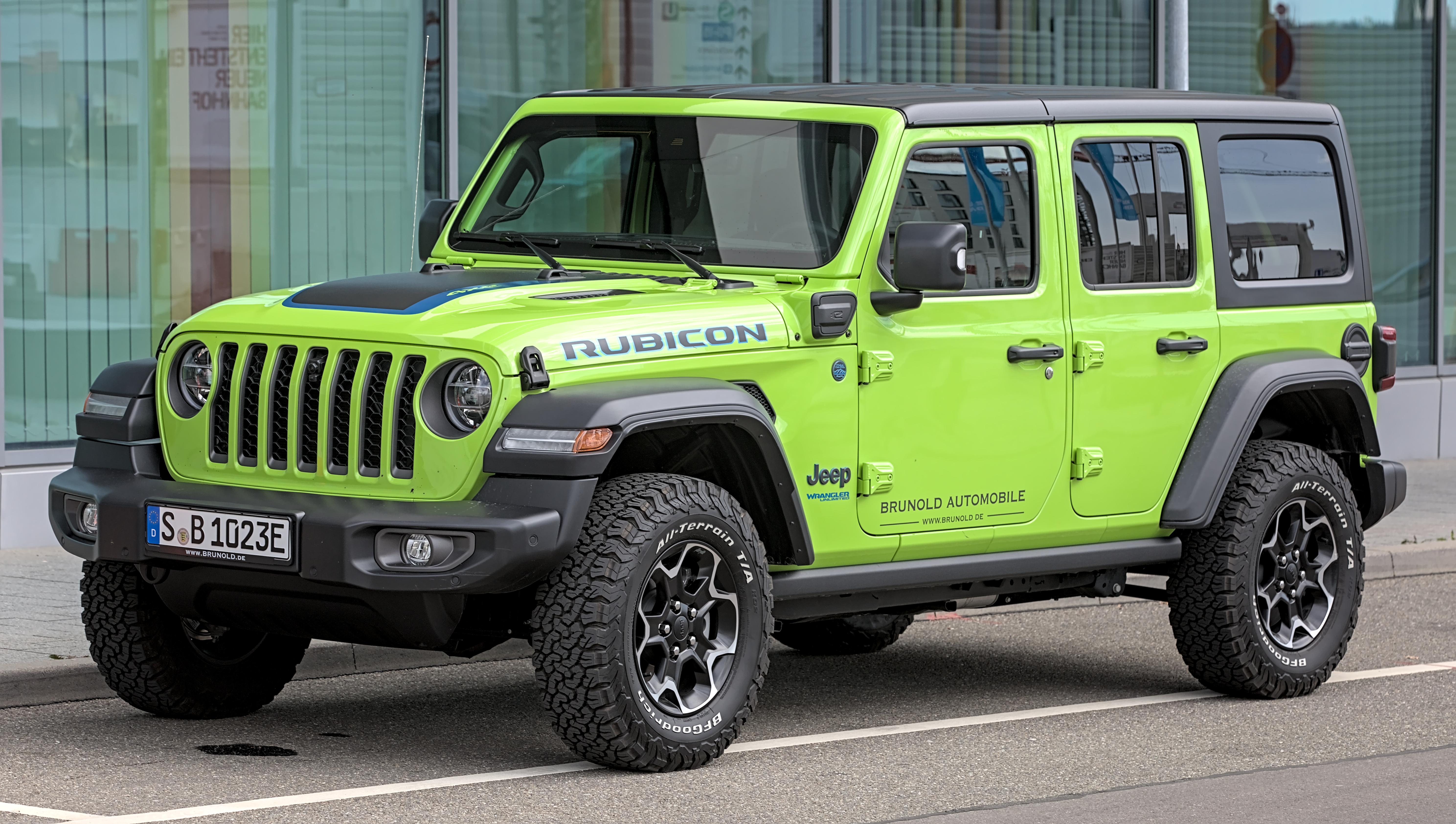
Jeep Wrangler
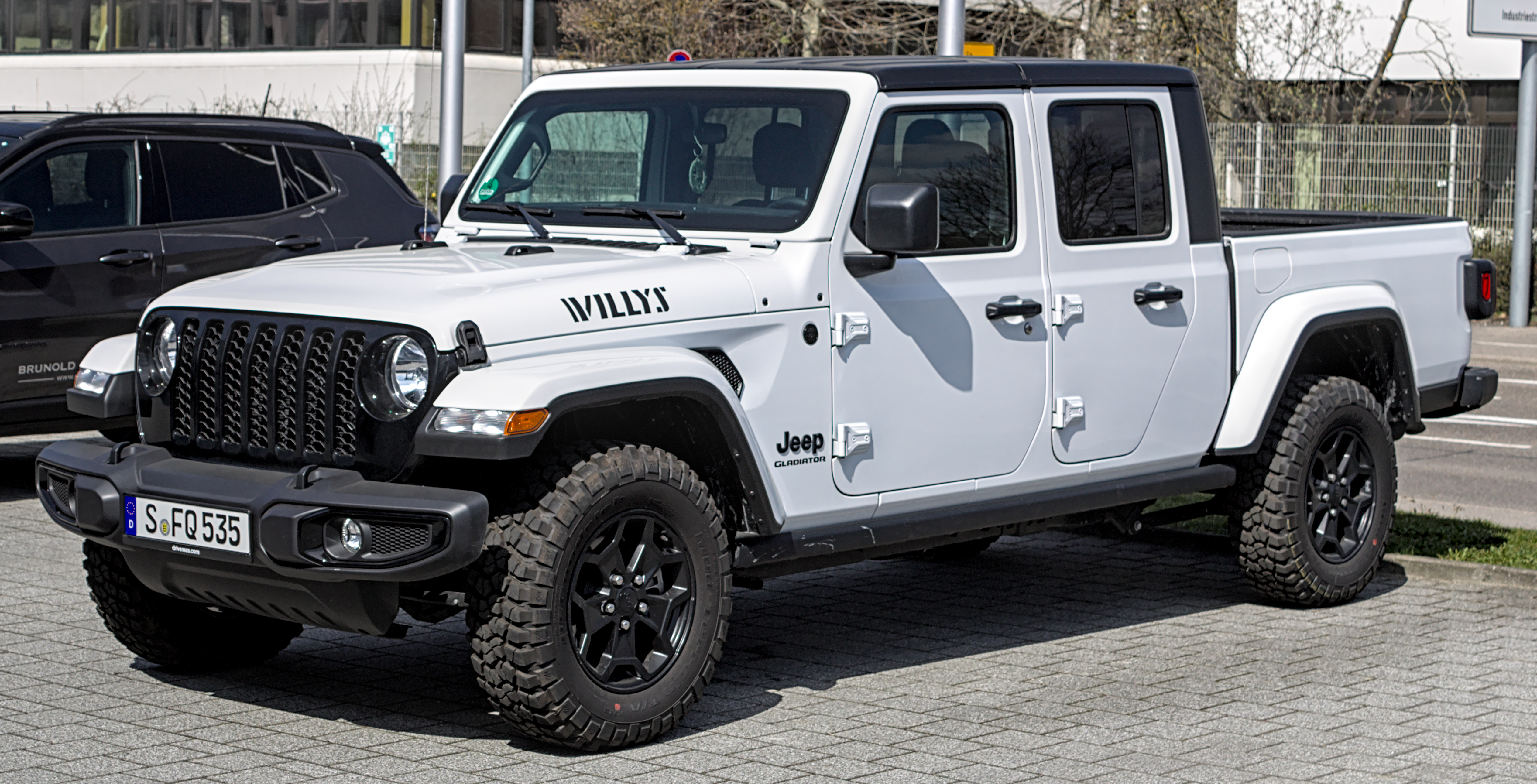
Jeep Gladiator
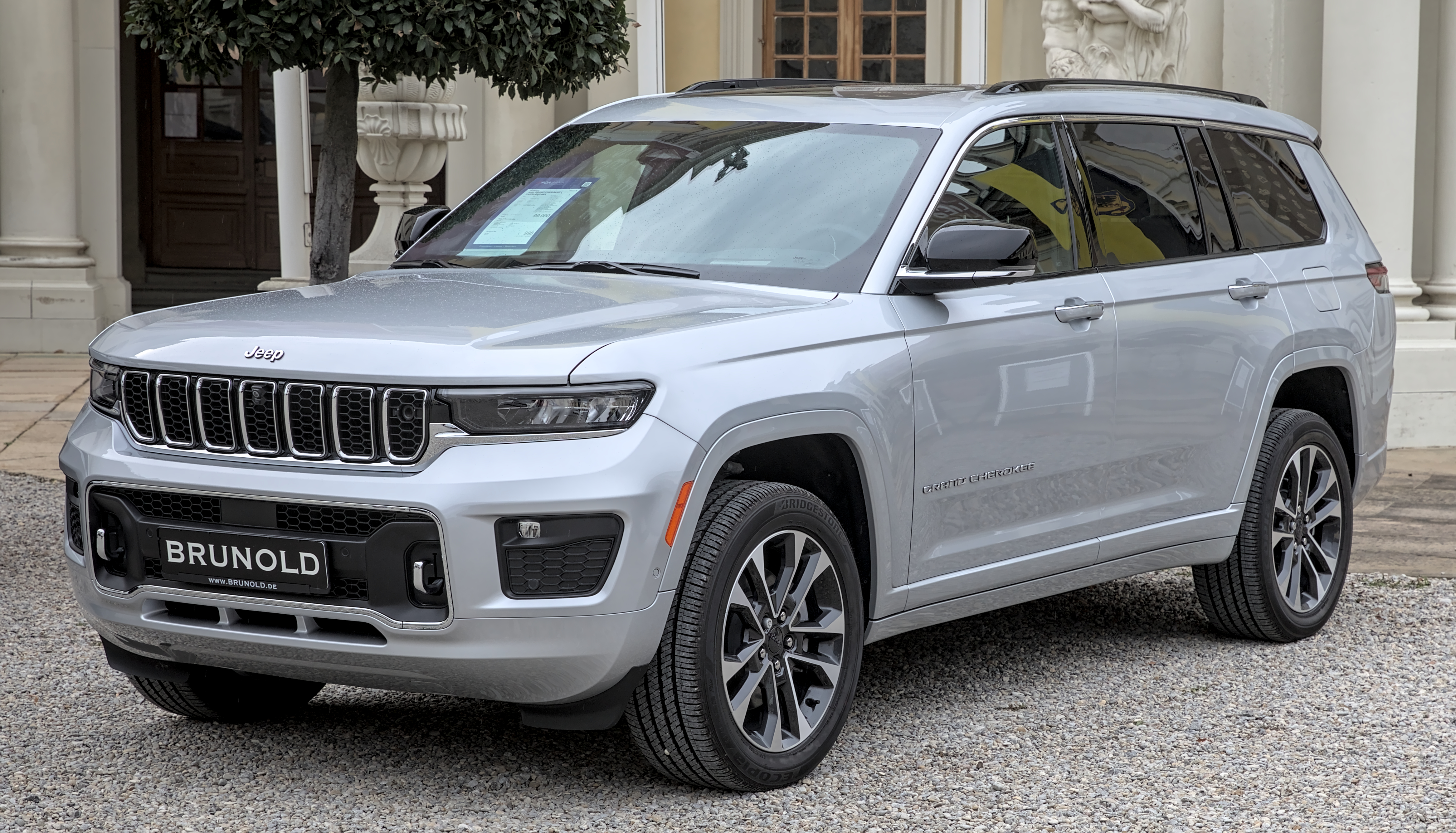
Jeep Grand Cherokee
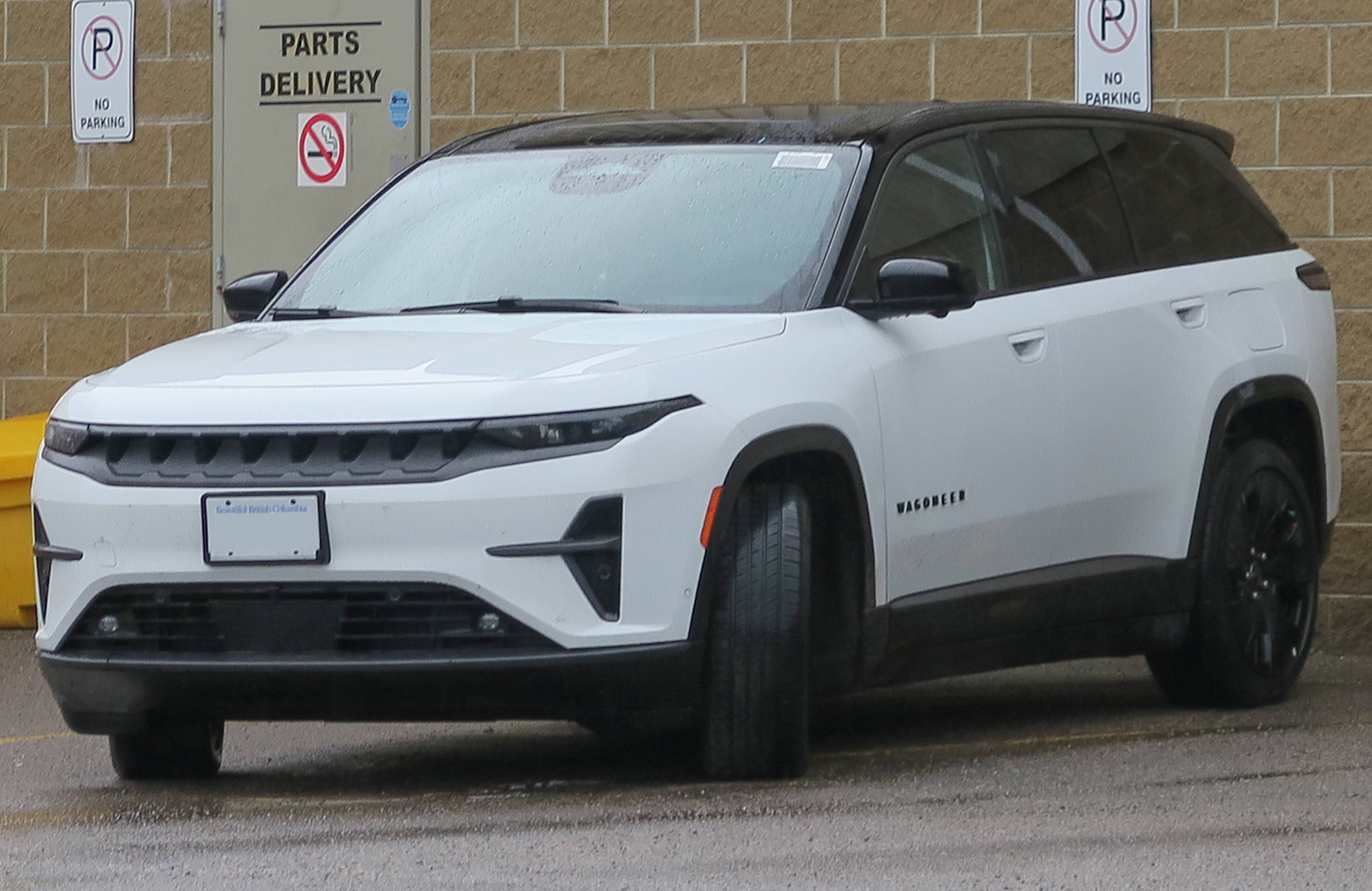
Jeep Wagoneer S
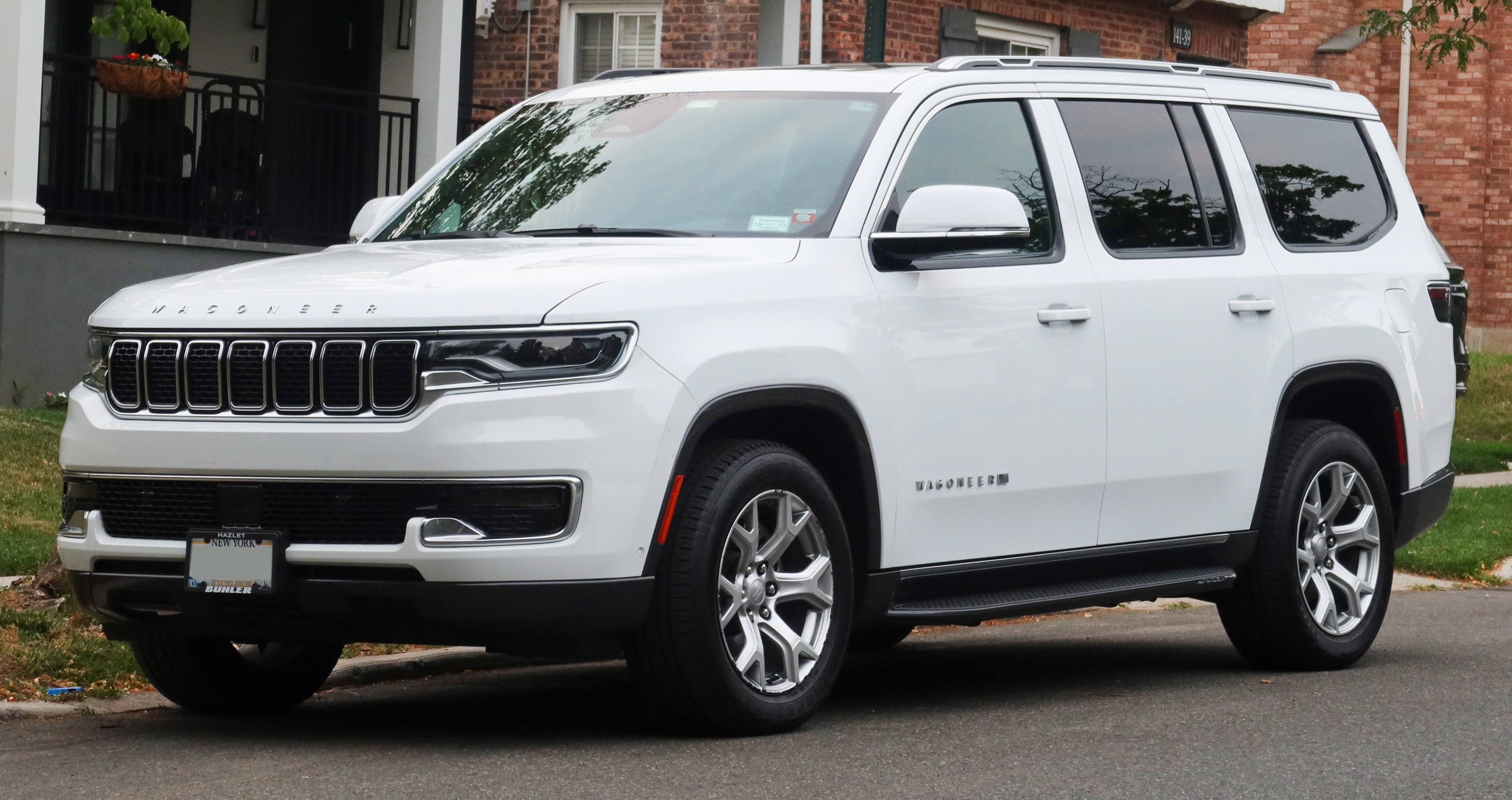
Jeep Wagoneer
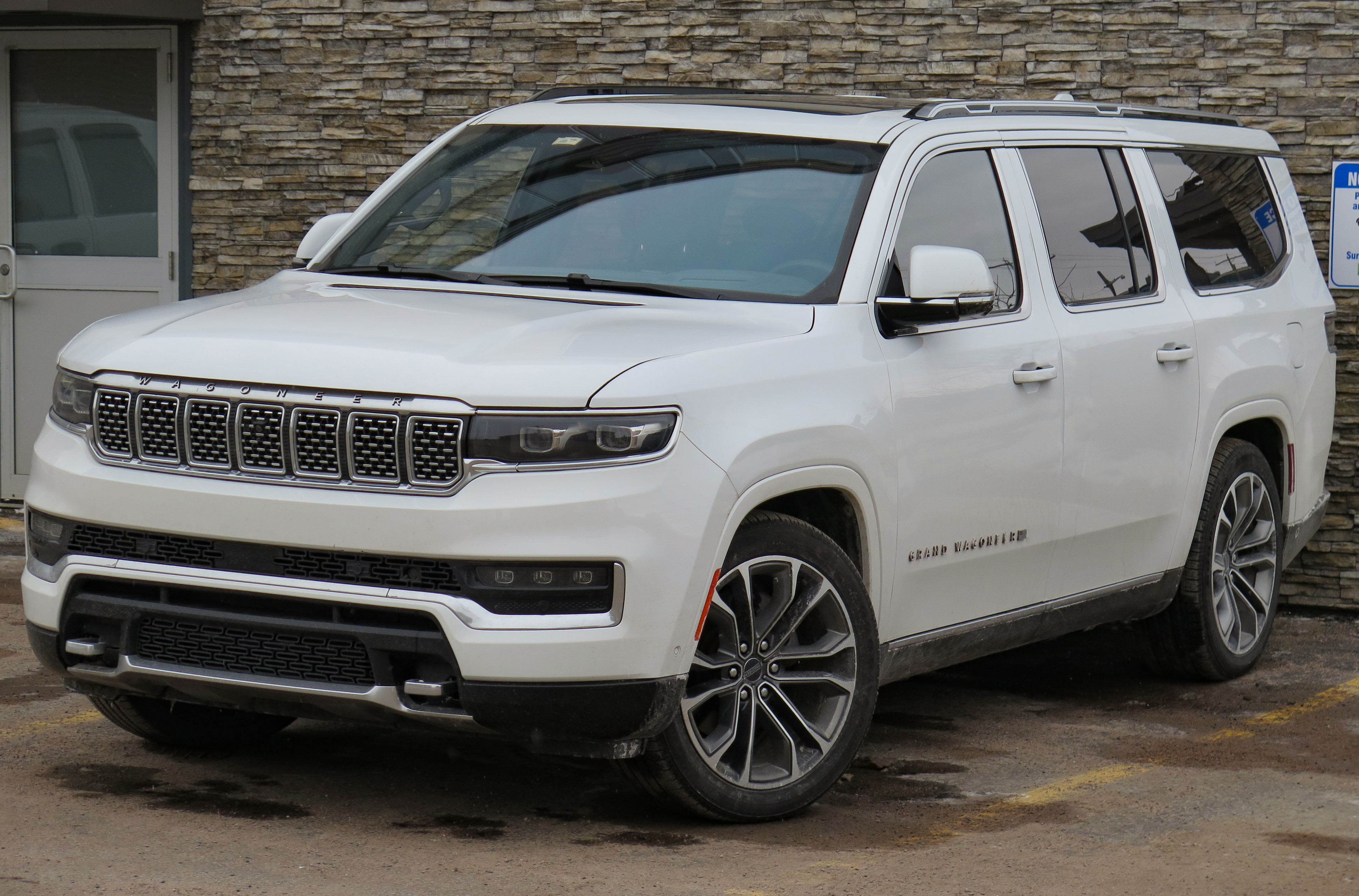
Jeep Grand Wagoneer

для Латинської Америки та Індії
- Jeep Commander & Meridian  - Jeep Avenger
  - Jeep Commander/Meridian
  - Jeep Wrangler
  - Jeep Gladiator
  - Jeep Grand Cherokee
  - Jeep Wagoneer S
  - Jeep Wagoneer
  - Jeep Grand Wagoneer

### Продажі нових автомобілів через мережу офіційних дилерів у США
| Рік  | Commander | Compass | Grand Cherokee | Liberty | Patriot | Wrangler | Всього  |
| ---- | --------- | ------- | -------------- | ------- | ------- | -------- | ------- |
| 2006 | 88 497    | 18 579  | 139 148        | 133 557 | —       | 80 271   | 460 052 |
| 2007 | 63 027    | 39 491  | 120 937        | 92 105  | 40 434  | 119 243  | 475 237 |
| 2008 | 27 694    | 25 349  | 73 678         | 66 911  | 55 654  | 84 615   | 333 901 |
| 2009 | 12 655    | 11 739  | 50 328         | 43 503  | 31 432  | 82 044   | 231 701 |